# Campeonato Maranhense de Futebol de 1948
O Campeonato Maranhense de Futebol de 1948 foi a 27º edição da divisão principal do campeonato estadual do Maranhão. O campeão foi o Moto Club que conquistou seu 5º título na história da competição. O artilheiro do campeonato foi Pepê, jogador do Santa Izabel, com 9 gols marcados.

## Premiação
| Campeonato Maranhense de 1948 |
| São Luís                      |
| ----------------------------- |
| Moto Club Campeão (5º título) |